# 大豐町
大豐町（日语：／ Ōtoyo chō）是位於日本高知縣長岡郡的町，地處四國山地的中心地區。境內約88%的面積被森林覆蓋，一級河川吉野川流經城鎮中心。當地在古時候作為四國地區南北部的交通要道而開始發展。

## 地理
大豐町年均溫約為14度，夏季較為涼爽，冬季則會下雪。境內森林面積為2.4萬多公頃（約200平方公里)。

## 人口
| 大豐町人口分布圖 |                                               |  |
| 大豐町與日本全國年齡別人口分布比較圖 （2005年資料） | 大豐町的年齡、男女別人口分布圖 （2005年資料） |  |
| ■紫色是大豐町 ■綠色是全国 | ■藍色是男性 ■紅色是女性                       |  |
| 大豐町人口變化 \| 1970年 \| 12,440人 \| \| \| 1975年 \| 11,018人 \| \| \| 1980年 \| 9,411人 \| \| \| 1985年 \| 8,830人 \| \| \| 1990年 \| 7,760人 \| \| \| 1995年 \| 6,979人 \| \| \| 2000年 \| 6,378人 \| \| \| 2005年 \| 5,492人 \| \| \| 2010年 \| 4,719人 \| \| \| 2015年 \| 3,962人 \| \| \| 2020年 \| 3,252人 \| \| |                                               |  |
| 資料來源：日本總務省統計中心提供之人口普查數據 |                                               |  |
| 1970年 | 12,440人                                      |  |
| 1975年 | 11,018人                                      |  |
| 1980年 | 9,411人                                       |  |
| 1985年 | 8,830人                                       |  |
| 1990年 | 7,760人                                       |  |
| 1995年 | 6,979人                                       |  |
| 2000年 | 6,378人                                       |  |
| 2005年 | 5,492人                                       |  |
| 2010年 | 4,719人                                       |  |
| 2015年 | 3,962人                                       |  |
| 2020年 | 3,252人                                       |  |

## 歷史
大豐町在古代被稱為豐永鄉。由於地處四國的中心位置，自古以來便作為連接四國南北的交通要道而發展。奈良時代，僧人行基在大豐地區興建豐樂寺、定福寺等寺廟。

### 行政區劃變遷
- 1889年4月1日：實施町村制，大豐町現在的轄區在當時分屬：長岡郡東豐永村、西豐永村、東本山村、天坪村。
- 1896年 ：東豐永村的粟生地區被併入西豐永村。
- 1904年4月1日：
  - 瓶岩村的部份地區（樫谷、穴內、繁藤、北瀧本）被併入天坪村。
  - 天坪村的中村大王地區被併入東本山村。
- 1918年6月7日：東本山村改名為大杉村。
- 1955年3月31日：東豐永村、西豐永村、大杉村、天坪村合併為大豐村。[8]
- 1956年9月1日：大豐村的（上穴內、樫谷、繁藤、北瀧本、南茂谷）被併入香美郡土佐山田町（現已合併為香美市）。
- 1972年4月1日：改制為大豐町[8]。

### 變遷表
| 1889年4月1日 | 1889年 - 1926年           | 1889年 - 1926年           | 1926年 - 1954年           | 1955年 - 1989年            | 1955年 - 1989年             | 1989年 - 現在              | 現在                       |
| ------------ | ------------------------- | ------------------------- | ------------------------- | -------------------------- | --------------------------- | -------------------------- | -------------------------- |
| 東豐永村     | 東豐永村                  | 東豐永村                  | 東豐永村                  | 1955年3月31日 大豐村       | 1972年4月1日 大豐町         | 1972年4月1日 大豐町        | 1972年4月1日 大豐町        |
| 東豐永村     | 1896年 併入西豐永村       | 西豐永村                  | 西豐永村                  | 1955年3月31日 大豐村       | 1972年4月1日 大豐町         | 1972年4月1日 大豐町        | 1972年4月1日 大豐町        |
| 西豐永村     |                           | 西豐永村                  | 西豐永村                  | 1955年3月31日 大豐村       | 1972年4月1日 大豐町         | 1972年4月1日 大豐町        | 1972年4月1日 大豐町        |
| 東本山村     | 東本山村                  | 1918年6月7日 改名為大杉村 | 1918年6月7日 改名為大杉村 | 1955年3月31日 大豐村       | 1972年4月1日 大豐町         | 1972年4月1日 大豐町        | 1972年4月1日 大豐町        |
| 天坪村       | 1904年4月1日 併入東本山村 | 1918年6月7日 改名為大杉村 | 1918年6月7日 改名為大杉村 | 1955年3月31日 大豐村       | 1972年4月1日 大豐町         | 1972年4月1日 大豐町        | 1972年4月1日 大豐町        |
| 天坪村       | 天坪村                    | 天坪村                    | 天坪村                    | 1955年3月31日 大豐村       | 1972年4月1日 大豐町         | 1972年4月1日 大豐町        | 1972年4月1日 大豐町        |
| 瓶岩村       | 1904年4月1日 併入天坪村   | 天坪村                    | 天坪村                    | 1955年3月31日 大豐村       | 1956年9月1日 併入土佐山田町 | 2006年3月1日 香美市        | 2006年3月1日 香美市        |
| 瓶岩村       | 瓶岩村                    | 瓶岩村                    | 瓶岩村                    | 1956年9月30日 合併為後免町 | 1959年10月1日 合併為南國市  | 1959年10月1日 合併為南國市 | 1959年10月1日 合併為南國市 |

## 交通

### 鐵路
四國旅客鐵道的土讚線在町內有7座車站：（往三好市）－土佐岩原車站－豐永車站－大田口車站－土佐穴內車站－大杉車站－土佐北川車站－角茂谷車站－（往香美市）
|  |  |
|  |  |
|  |  |

### 道路
高速道路
- 高知自動車道: 設有大豐交流道，附近有立川休息區（往高知）。

## 觀光

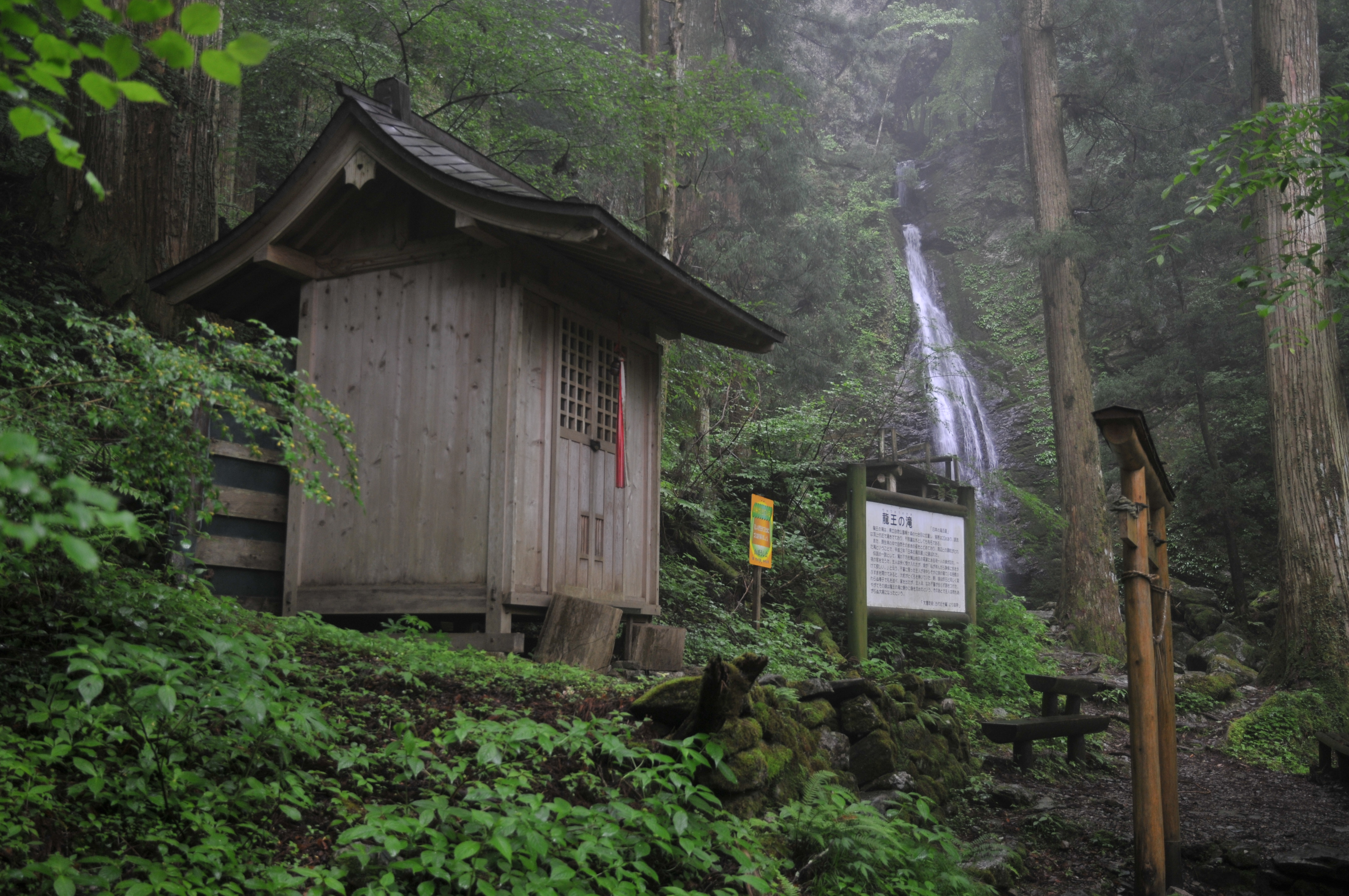
龍王瀑布

- 杉之大杉（日语：杉の大スギ）（推測樹齢3000年、國家特別天然記念物）
- 龍王瀑布（日语：龍王の滝）（日本瀑布百選）
- 豐樂寺（日语：豊楽寺）藥師堂（國寶、高知縣內唯一國寶建物）
- 大豐町立民俗資料館

## 教育
大豐町立大豐學園為大豐町內唯一學校，過去原為大豐町立大豐町中學校及大豐町立大豐小學校，在2022年整合為包含小學及中學兩階段的義務教育學校。

## 本地出身人物
- 山下奉文：日本帝國陸軍大將、負責指揮日本軍第25軍進攻英屬馬來亞（史稱馬來亞戰役），被稱為「馬來之虎」
- 德弘正也（日语：徳弘正也）：漫畫家

## 外部連結
- （日語） 大豐町Facebook
- （日語） 大豐町觀光導覽 （页面存档备份，存于）
- （日語） 大豐町商工會 （页面存档备份，存于）
- （日語） 嶺北廣域行政事務組合 （页面存档备份，存于）